# شهداء بحر البقر 5
قرية شهداء بحر البقر 5 هي إحدى القرى التابعة لمركز الحسينية في محافظة الشرقية في جمهورية مصر العربية. حسب إحصاءات سنة 2006، بلغ إجمالي السكان في شهداء بحر البقر 5 4324 نسمة، منهم 2230 رجل و2094 امرأة.